# Bahnhof Musashi-Sakai
Der Bahnhof Musashi-Sakai (jap. 武蔵境駅, Musashi-Sakai-eki) ist ein Bahnhof auf der japanischen Insel Honshū, betrieben von den Bahngesellschaften JR East und Seibu Tetsudō. Er befindet sich in der Präfektur Tokio auf dem Gebiet der Stadt Koganei.

## Verbindungen
Musashi-Sakai ist ein Anschlussbahnhof an der von JR East betriebenen Chūō-Schnellbahnlinie von Tokio über Shinjuku und Hachiōji nach Takao, deren Gleise in diesem Abschnitt identisch mit jenen der Chūō-Hauptlinie sind. Hier halten Kaisoku-Eilzüge und Kakueki-teisha-Nahverkehrszüge, was während der Hauptverkehrszeit eine Zugfolge von nur zwei Minuten ergibt. Tagsüber werden neun Züge je Stunde und Richtung angeboten. Alle übrigen Eil- und Schnellzüge fahren ohne Halt durch. Mehrere Züge der Chūō-Sōbu-Linie fahren über die Endstation Mitaka hinaus und wenden erst in Musashi-Koganei. Auf der von Seibu Tetsudō betriebenen Tamagawa-Linie nach Koremasa verkehren die Züge in einem festen 12-Minuten-Takt, am frühen Morgen und am späten Abend alle 20 Minuten.
Beidseits des Bahnhofs stehen Busterminals, die von über zwei Dutzend Linien der Gesellschaften Kantō Bus, Keiō Bus Koganei, Mubus, Odakyū Bus und Seibu Bus bedient werden.

## Anlage
Der Bahnhof steht an der Grenze der Stadtteile Sakai im Norden und Kyonanchō im Süden auf einem Viadukt. Er ist von Osten nach Westen ausgerichtet und besitzt vier Gleise, die alle dem Personenverkehr dienen. Die beiden Durchgangsgleise auf der Nordseite sind den Zügen der Chūō-Schnellbahnlinie bzw. der Chūō-Hauptlinie vorbehalten und liegen an zwei vollständig überdachten Seitenbahnsteigen. Unmittelbar südlich daran grenzt der Kopfbahnhof der Tamagawa-Linie mit zwei stumpf endenden Gleisen an einem ebenfalls überdachten Mittelbahnsteig. Westlich des Bahnhofs gibt es eine Gleisverbindung von der Tamagawa-Linie zur Chūō-Hauptlinie. Die Verteilerebene des Empfangsgebäudes ist ebenerdig unter dem Viadukt angeordnet und ist von beiden Seiten her zugänglich.
Im Fiskaljahr 2017 nutzten durchschnittlich 83.618 Fahrgäste täglich den Bahnhof. Davon entfielen 68.423 auf JR East und 15.195 auf die Seibu Tetsudō.

## Bilder

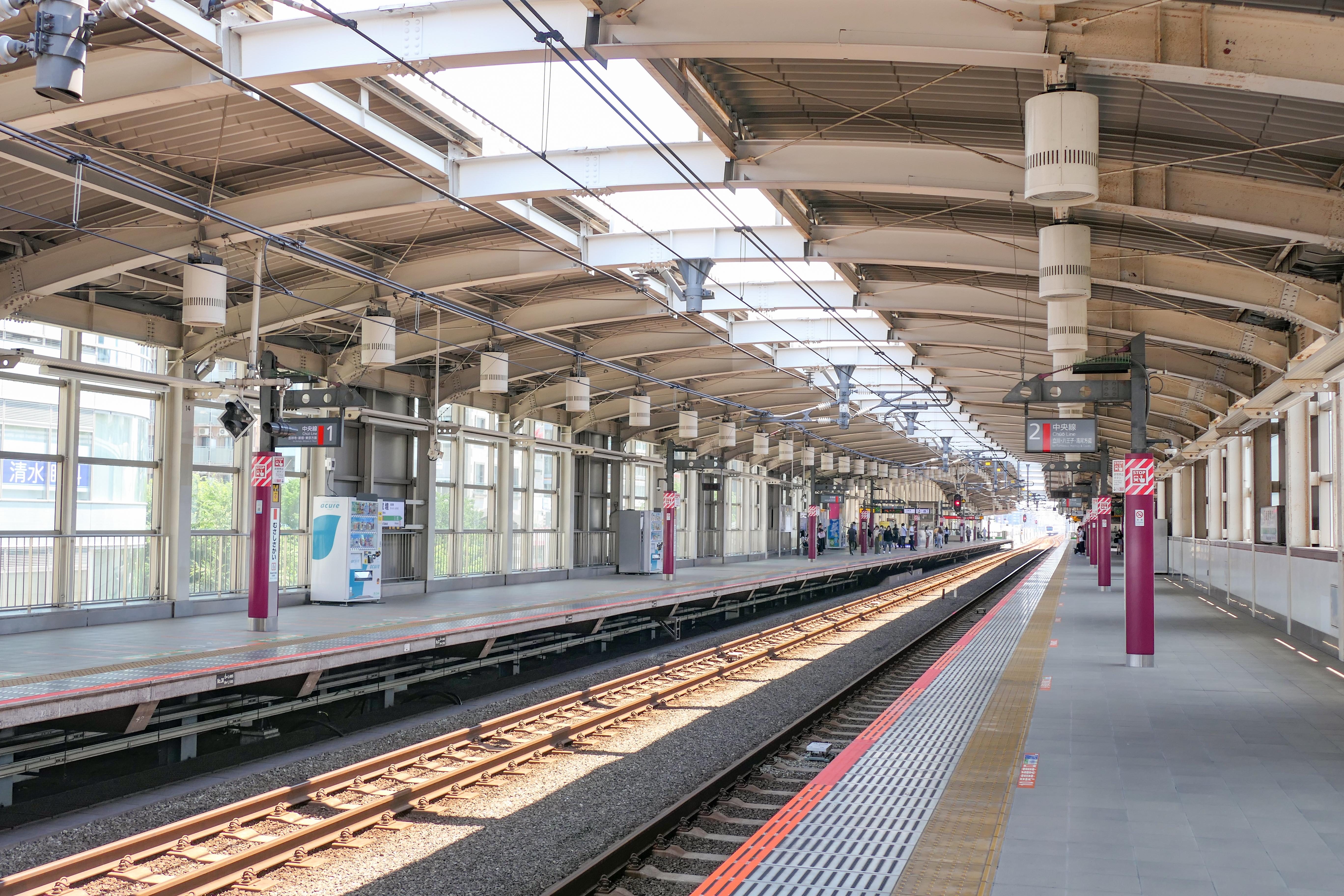
Bahnsteige JR East
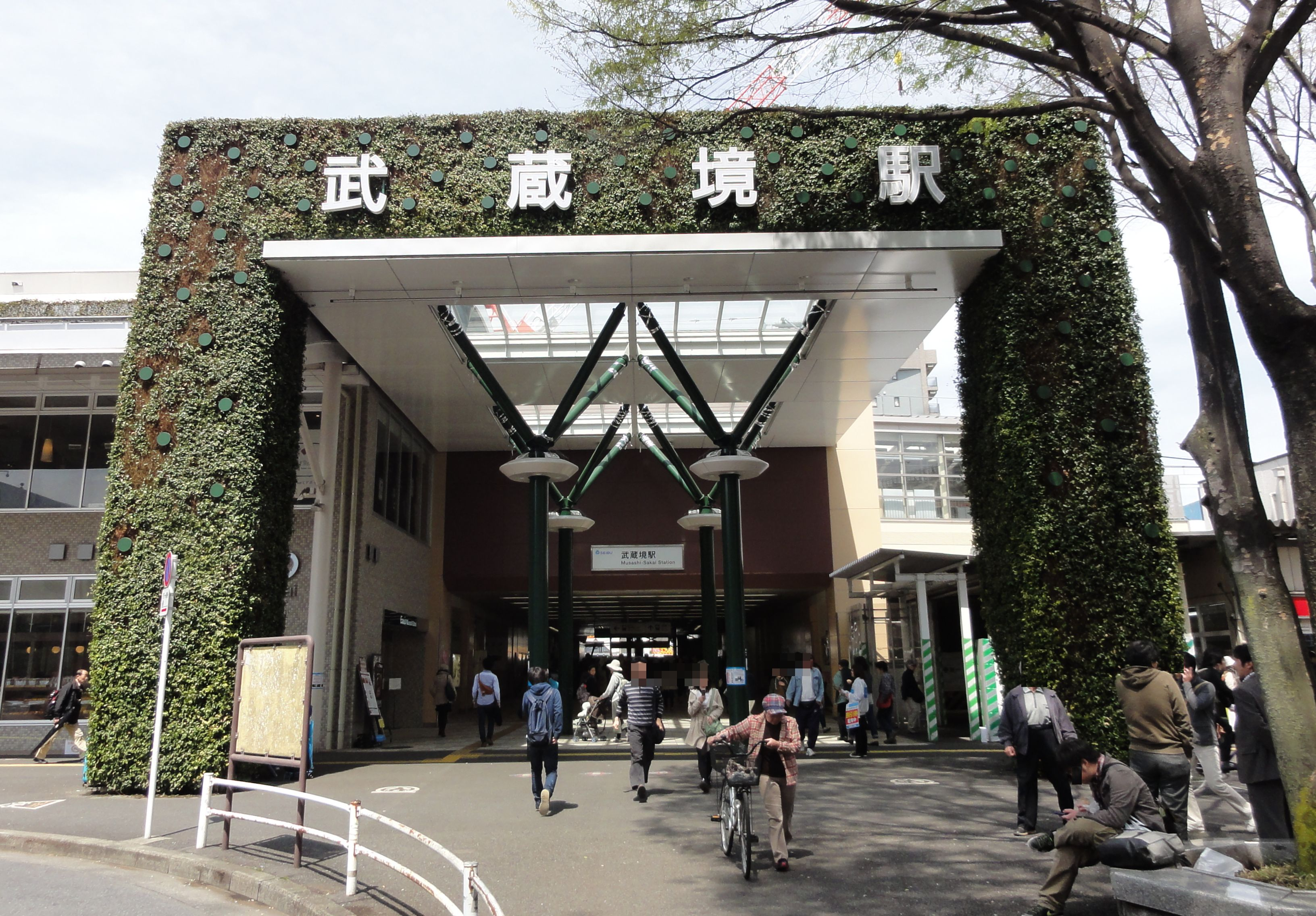
Südeingang
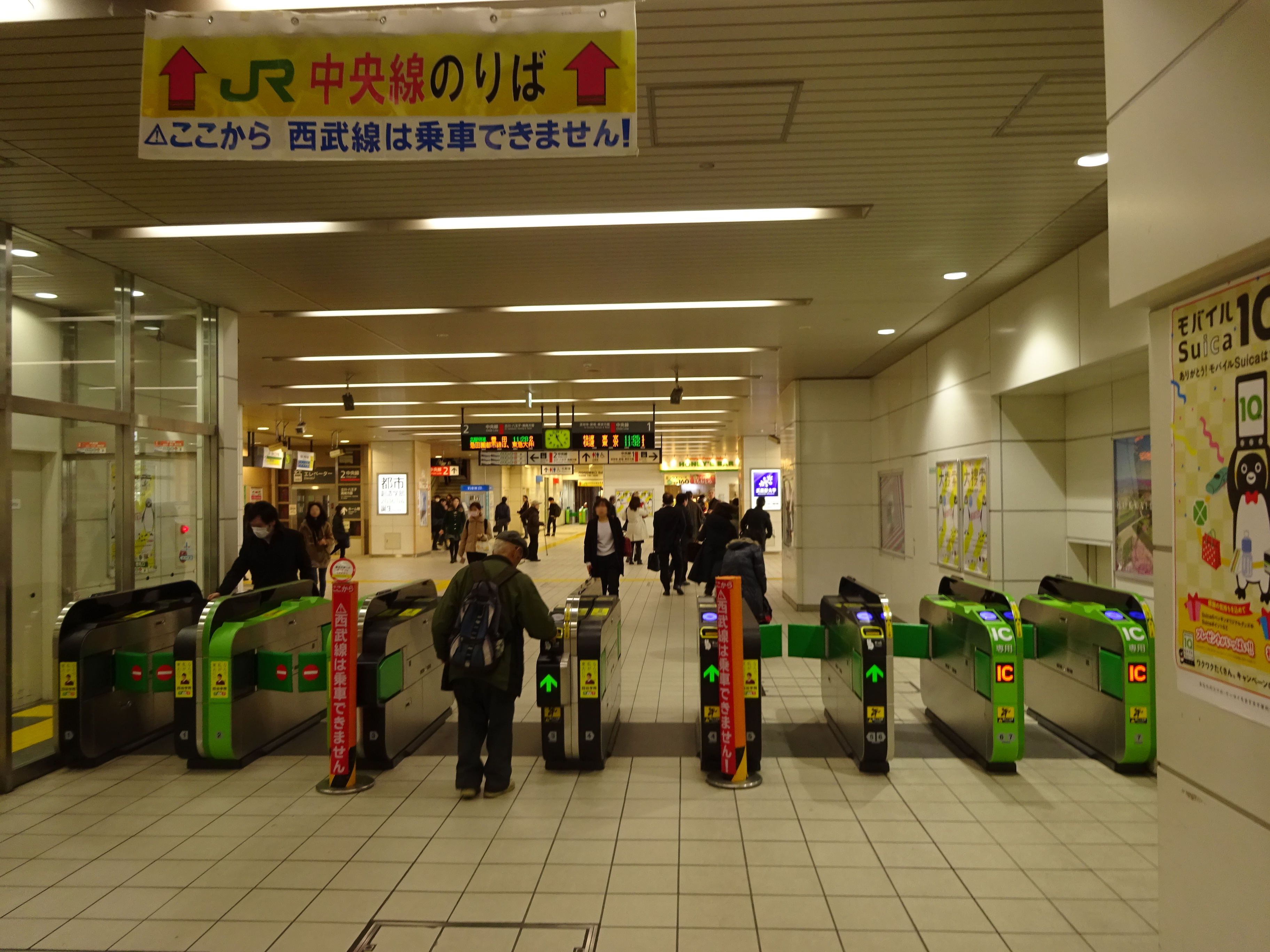
Bahnsteigsperren JR East
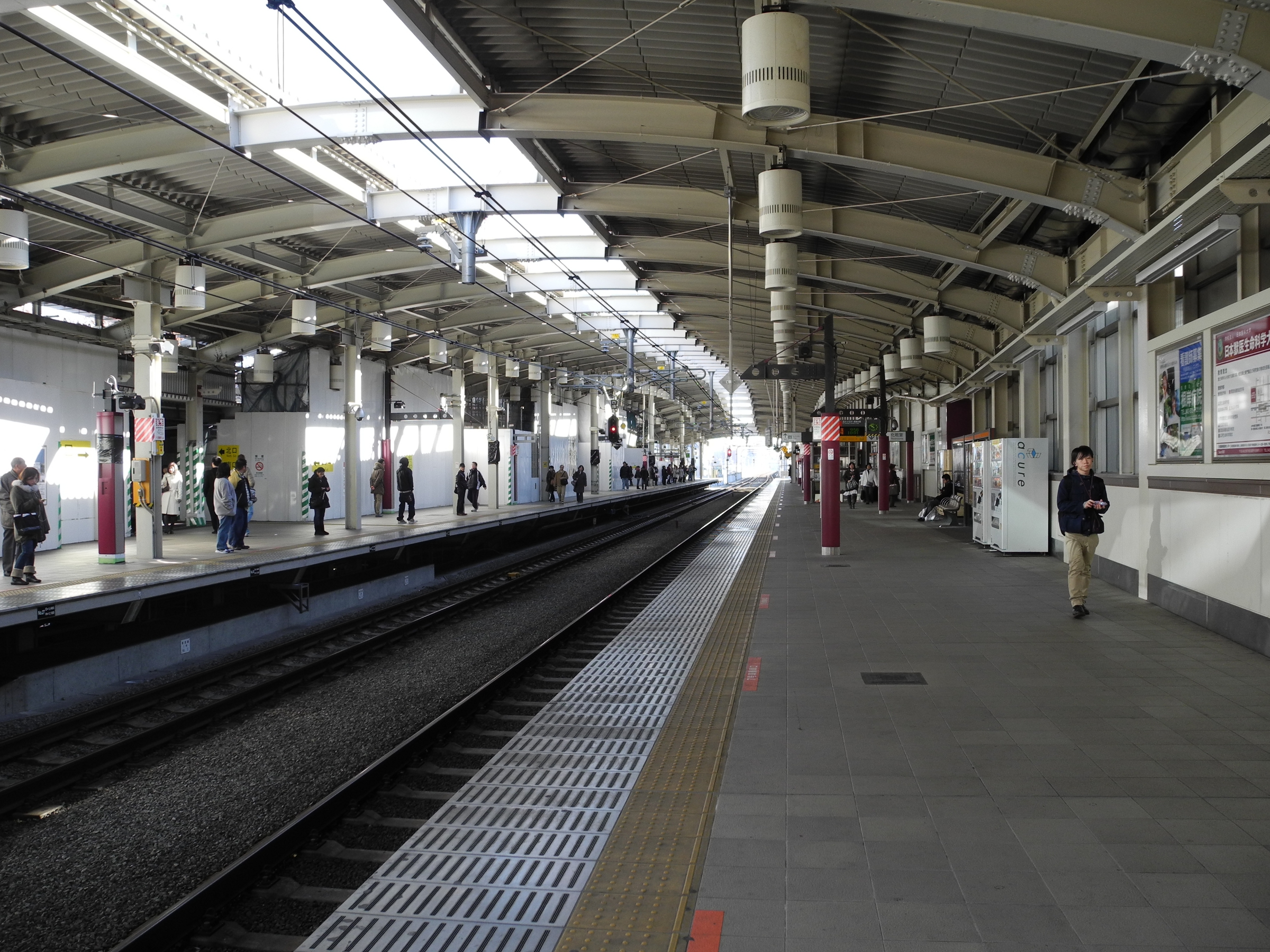
Bahnsteige Seibu Tetsudō

## Gleise
JR East
| 1 | ▉ Chūō-Schnellbahnlinie | Mitaka • Nakano • Shinjuku • Tokio |
| 1 | ▉ Chūō-Schnellbahnlinie | Tachikawa • Hachiōji • Takao       |

Seibu Tetsudō
| 3 • 4 | ▉ Tamagawa-Linie | Koremasa |

## Linien
| Verlauf der Chūō-Schnellbahnlinie |
| --- |
| Tokyo –Kanda • Ochanomizu • Yotsuya • Shinjuku • Nakano • Kōenji • Asagaya • Ogikubo • Nishi-Ogikubo • Kichijōji • Mitaka • Musashi-Sakai • Higashi-Koganei • Musashi-Koganei • Kokubunji • Nishi-Kokubunji • Kunitachi • Tachikawa • Hino • Toyoda • Hachiōji • Nishi-Hachiōji • Takao |

## Geschichte
Die private Bahngesellschaft Kōbu Tetsudō eröffnete den Bahnhof am 11. April 1889, zusammen mit dem Abschnitt Shinjuku–Tachikawa der Chūō-Hauptlinie. Zunächst trug der Bahnhof den Namen Sakai (境). Am 1. Oktober 1906 wurde die Kōbu Tetsudō verstaatlicht. Die Tama Tetsudō, eine Vorgängergesellschaft der Seibu Tetsudō, nahm am 22. Oktober 1917 den nach Shiraitodai führenden ersten Abschnitt der Tamagawa-Linie in Betrieb. Der Bahnhof war nun ein Verkehrsknotenpunkt und erhielt am 1. Juli 1919 seinen heutigen Namen. 1921 verlegte das Eisenbahnministerium ein Anschlussgleis zur Wasseraufbereitungsanlage Sakai, das bis 1967 in Betrieb war.
Im Rahmen der Privatisierung der Japanischen Staatsbahn ging der Bahnhof am 1. April 1987 in den Besitz der neuen Gesellschaft JR East über, während JR Freight den Güterverkehr übernahm. Im November 2004 begann die Verlegung beider bisher ebenerdigen Bahnstrecken auf einen Viadukt. Die Arbeiten im Seibu-Bahnhofteil waren am 8. Dezember 2006 abgeschlossen, jene im JR-Bahnhofteil am 5. Dezember 2009.